# Nicolas Lemaire
Pour les articles homonymes, voir Lemaire.
Nicolas Lemaire (1739-1794) missionnaire et prêtre réfractaire français. 

## Biographie
Nicolas Lemaire naît à Marville, en Lorraine, en 1739. Après avoir été missionnaire, il devient vicaire à Montmédy dans le Diocèse de Verdun. Contraint par la force, il prête serment aux révolutionnaires en 1791. Arrêté un an plus tard par les autorités du département de la Meuse, il est aussitôt emprisonné, jugé et condamné à l’exil. Étant revenu sur son serment d’allégeance à la République, en cours de route, il meurt sur l’Île Madame, au large des côtes de la Charente-Inférieure, le 11 septembre 1794.